# 科罗拉多基督大学
科罗拉多基督大学（英語：Colorado Christian University，缩写为CCU）是一所位于美国科罗拉多州莱克伍德的私立基督教大学。

## 學校排名
- 根據美國新聞與世界報導，科羅拉多基督大學排名在西部區域大學，排名第55名[3]。